# Haruhi Suzumiya
Haruhi Suzumiya (涼宮 ハルヒ?, Suzumiya Haruhi) è un personaggio principale della serie di light novel La malinconia di Haruhi Suzumiya di Nagaru Tanigawa e del manga e dell'anime da essa tratti. È doppiata in originale da Aya Hirano, mentre la voce italiana è di Domitilla D'Amico.

## Biografia
Haruhi Suzumiya è una studentessa al primo anno delle scuole superiori, che si è presentata al resto della classe dichiarando il suo interesse negli alieni, nella percezione extrasensoriale e per i viaggi nel tempo, nonché il suo totale disinteresse per tutto ciò che è normale, e quindi "noioso", cosa che l'ha spinta ardentemente a ricercare fenomeni paranormali e di conseguenza ad essere evitata dal resto dei compagni di classe. Kyon, che ha il banco davanti al suo in classe, è il primo personaggio ad approcciare Haruhi in una conversazione "seria". Haruhi, grazie a Kyon, comincia gradualmente ad aprirsi agli altri e ad assomigliare ad una ragazza "normale". In seguito Haruhi, col proprio carattere esplosivo e prepotente, costringerà Kyon, ed altri tre personaggi a fondare la Brigata SOS.
Haruhi è nota per essere una ragazza sveglia, atletica e portata naturalmente per ogni attività extrascolastica. Prima di fondare le Brigata SOS ha fatto parte di quasi tutti i club scolastici, lasciandoli perché ritenuti "noiosi", nonostante il talento mostrato nei vari campi, compresa la musica. Il suo interesse per il paranormale deriva da una strana esperienza fatta da bambina, quando durante una partita di baseball che stava guardando allo stadio con la sua famiglia, Haruhi vedendo l'enorme quantità di gente, realizzò di non essere una persona in qualche modo "speciale" come credeva ma solo una fra tutte quelle persone conducevano una vita normale, e decise che lei si sarebbe distinta. In seguito diventò celebre durante le scuole medie, frequentate nello stesso istituto di Taniguchi, per i suoi comportamenti stravaganti, e per il fatto di accettare le dichiarazioni d'amore di qualunque ragazzo per poi lasciarlo dopo pochissimo tempo.

## Caratteristiche soprannaturali
Haruhi si può qualificare sia come una "rottura" nel continuum dello spazio-tempo, sia come la prima singolarità tecnologica ad avere avuto forma spontaneamente nell'universo, sia come una divinità, a seconda del punto di vista. Questa particolare condizione ha creato una serie di eventi nell'universo, cominciati tre anni prima che Haruhi incontrasse Kyon, che hanno destato l'attenzione e le preoccupazioni di tre gruppi in particolare fra le numerose fazioni che la stanno sorvegliando in segreto: le forme di vita non organica dette "Entità Senziente di Dati Integrali", i viaggiatori del tempo e gli esper. I poteri della ragazza, che sono in grado di alterare, creare e distruggere gli universi sono mossi esclusivamente dai suoi desideri e dalle sue emozioni, e lei oltre a non averne alcun controllo, non è neppure cosciente di averli. Non solo: allo stato dei fatti, Haruhi è anche all'oscuro dell'esistenza di esper, alieni e viaggi nel tempo. Nella serie viene teorizzato dagli esper che l'universo attuale potrebbe essere semplicemente uno dei tanti che Haruhi ha inconsciamente creato. Per evitare che eventuali "capricci" oppure lo "stress" della ragazza possano avere effetti devastanti sull'universo, al suo fianco si sono aggregati un esper (Itsuki Koizumi), una entità aliena (Yuki Nagato) e una viaggiatrice del tempo (Mikuru Asahina), il cui ruolo è quello di controllare lo stato emotivo della ragazza.
Quando Haruhi si annoia o prova frustrazioni, forma uno "spazio chiuso", cioè un altro universo simile ad una parte di quello in cui viviamo, con un muro invisibile oltre il quale non si può andare, anche se si vede quello che c'è al di là. Esso rappresenta la parte della sua mente in cui "rinchiude" questi pensieri, che nello "spazio chiuso" prendono la forma di "Celestiali", dei giganti azzurri. Se questo stato d'animo proseguisse, lo "spazio chiuso" finirebbe per sostituirsi al nostro universo, quindi gli altri membri della Brigata SOS devono tentare di evitarlo rendendo felice Haruhi.
Koizumi suggerisce che sia stata la stessa Haruhi a creare gli alieni, i viaggiatori del tempo e gli esper ed a fare in modo di non essere a conoscenza della loro esistenza: la sua emotività, che porta Haruhi a desiderare che queste realtà esistano, e la sua razionalità, che la porta ad accettare che queste realtà non possano esistere, formano così un contrastante equilibrio.

## Accoglienza
Haruhi Suzumiya ha ricevuto il premio Anime Grand Prix della rivista Animage come miglior personaggio femminile del 2006 e 2009, classificandosi rispettivamente al primo e al sesto posto.